# 58 км (зупинний пункт, Донецька залізниця)
58 кіло́метр — залізничний пасажирський зупинний пункт Луганської дирекції Донецької залізниці.
Розташований між селищами Орлівське та Козаківка, Антрацитівський район, Луганської області на лінії Дебальцеве — Красна Могила між станціями Штерівка (6 км) та Щотове (9 км).
Через військову агресію Росії на сході України транспортне сполучення припинене, водночас на середину листопада 2018 р. двічі на день курсує пара електропоїздів сполученням Фащівка — Красна Могила, що підтверджує сайт Яндекс.